# اصل نیومان
اصل نیومان (به انگلیسی: Neumann’s Principle) بیانگر این قضیه است که عناصر تقارن هر کدام از خواص یک کریستال بایستی حداقل تمام عناصر تقارن گروه نقطه‌ای کریستال را دارا باشند. این اصل اولین بار در سال ۱۸۳۳ توسط فرانز ارنست نیومان (به انگلیسی: Franz Ernst Neumann) فیزیکدان آلمانی بیان شده است. بنا بر اصل نیومان، تانسور خواص فیزیکی مواد بایستی نسبت به تمام عملگرهای تقارن کلاس بلور ناوردا باشد.